# Titia de Lange
Titia de Lange (Rotterdam, 11 de novembro de 1955) é uma bióloga celular e geneticista neerlandesa. É professora da Universidade Rockefeller em Nova Iorque.